# Trifolium quartinianum
Trifolium quartinianum är en ärtväxtart som beskrevs av Achille Richard. Trifolium quartinianum ingår i släktet klövrar, och familjen ärtväxter. Inga underarter finns listade i Catalogue of Life.